# Bombette Martin
Bombette Martin (* 1. Juni 2006 in New York City, Vereinigte Staaten) ist eine britische Skateboarderin.
Bombette Martin wurde in New York City geboren, verbrachte jedoch einen Großteil ihrer Kindheit bei ihrem Vater in der englischen Stadt Birmingham. Sie gewann 2021 die britische Meisterschaft in der Disziplin Park und nahm im gleichen Jahr im Alter von 15 Jahren neben ihrer Landsfrau Sky Brown als eine von zwei Britinnen an den Olympischen Sommerspielen in Tokio teil. In der Disziplin Park belegte sie den 18. Platz.
Neben der britischen Staatsbürgerschaft besitzt Martin auch die US-amerikanische.